# Dragon Attack
«Dragon Attack» (en español: El Ataque de Dragón) es una canción escrita por la banda británica Queen. Fue escrita por el guitarrista Brian May, es la segunda canción del álbum de 1980, The Game. Más tarde fue publicado como lado B del lanzamiento de sencillo de "Another One Bites the Dust".
La banda de thrash metal Testament versionó la canción como un bonus track para su álbum de 2012, Dark Roots of Earth.

## Versiones en vivo
- Una versión grabada durante la gira de The Game el 24 de noviembre de 1981, fue publicada en el álbum de 2007, Queen Rock Montreal.[7]
- Una versión grabada durante la gira de Hot Space el 5 de junio de 1982, en el Milton Keynes Bowl fue publicado en Queen on Fire – Live at the Bowl.[8]

## Otros lanzamientos
- La canción fue publicado como lado B del lanzamiento de sencillo de «Another One Bites the Dust» el 22 de agosto de 1980.[5]
- La canción aparece en el álbum compilatorio de 2011, Deep Cuts, Volume 2 (1977–1982).[9]

## Créditos
Créditos adaptados desde las notas del álbum.
- Freddie Mercury – voz principal y coros
- Brian May – guitarra eléctrica, coros
- Roger Taylor – batería, cencerro, percusión, coros
- John Deacon – bajo eléctrico

## Posicionamiento
| Gráficas (2018) | Pico de posición |
| --------------- | ---------------- |
| Francia (SNEP)  | 87               |